# Torymus aucupariae
Torymus aucupariae är en stekelart som först beskrevs av Rodzianko 1908.  Torymus aucupariae ingår i släktet Torymus och familjen gallglanssteklar. Arten är reproducerande i Sverige. Inga underarter finns listade i Catalogue of Life.